# Белки (Псковская область)
Белки — деревня в Опочецком районе Псковской области России.
Входит в состав Варыгинской волости.

## География
Расположена на берегу реки Великая, в 11 км к северу от города Опочка и в 9 км к юго-востоку от бывшего волостного центра, деревни Матюшкино.

## Население
| 2001 | 2002 | 2010 | 2014 | 2015 | 2016 |
| ---- | ---- | ---- | ---- | ---- | ---- |
| 139  | ↘118 | ↘99  | ↗105 | ↗110 | ↘103 |

Численность населения по состоянию на начало 2001 года составляла 139 жителей.

## История
С 1995 до 2015 года деревня входила в состав ныне упразднённой Матюшкинской волости.